# Берг-ен-Дал (село)
Берг-ен-Дал (нід. Berg en Dal) — село в нідерландській провінції Гелдерланд, на кордоні із Німеччиною. Входить до однойменного муніципалітету Берг-ен-Дал. Назва населеного пункту буквально перекладається як «Гора та Долина».
У селі розміщується Музей Африки, на території якого, зокрема, зведені повнорозмірні традиційні будинки низки африканських племен.

## Галерея

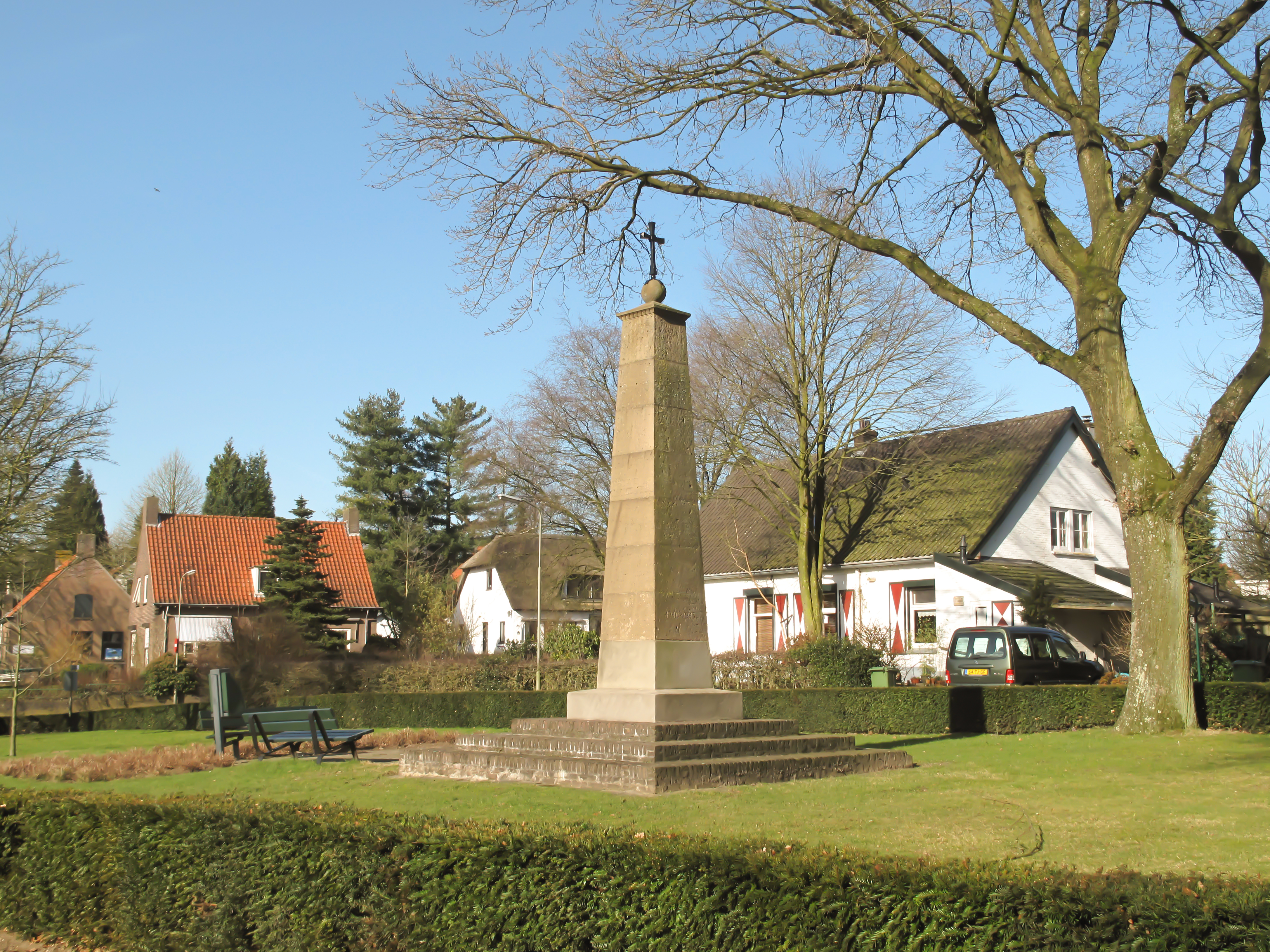
Воєнний меморіал у селі
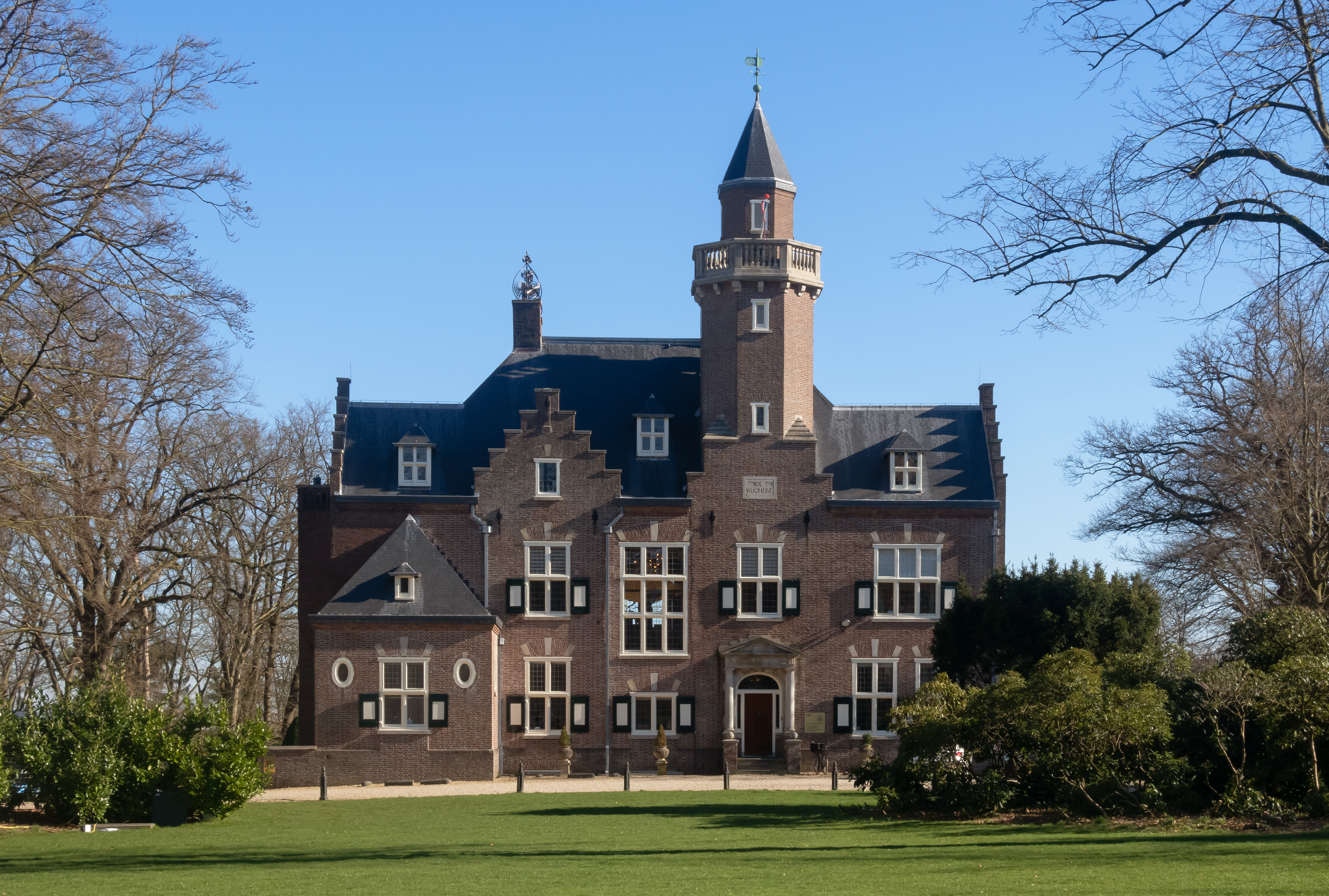
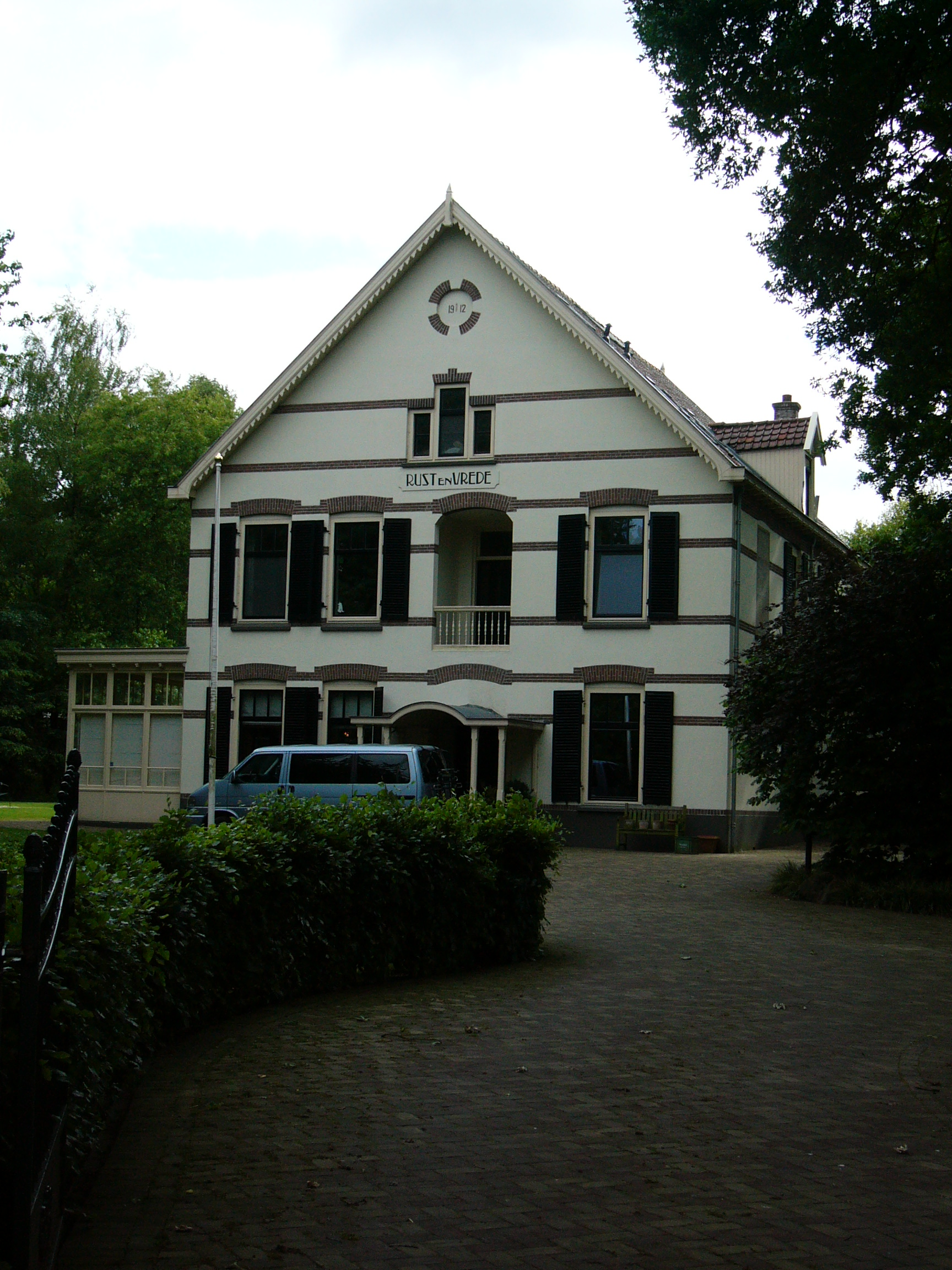
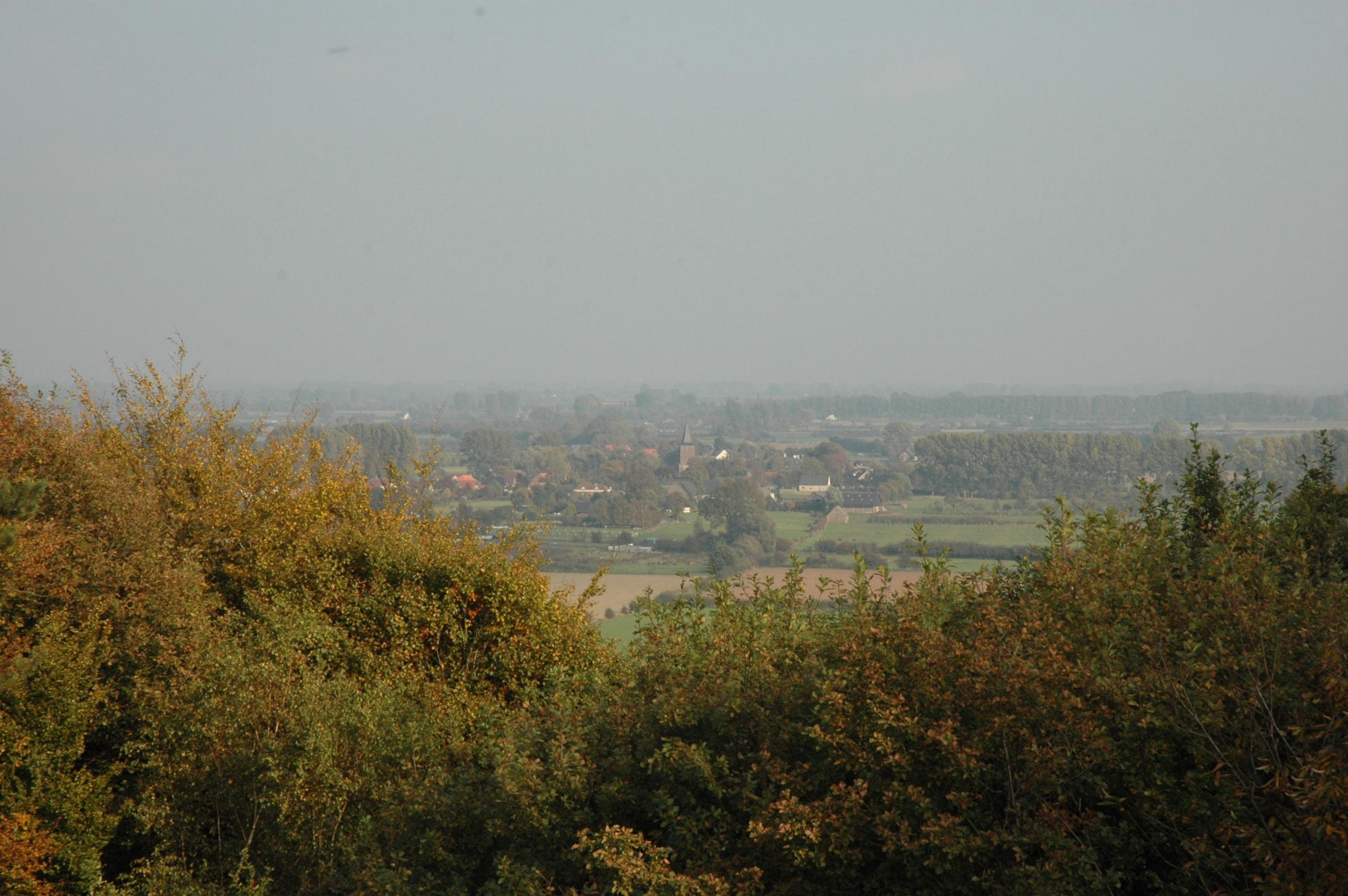